# Frontière entre la Caroline du Nord et la Virginie
La frontière entre la Caroline du Nord et la Virginie-Occidentale est une frontière intérieure de l'est des États-Unis délimitant les états de la Virginie au nord et la Caroline du Nord au sud.
Le tracé de la frontière suit celui du parallèle 36°33'25" latitude nord de la partie méridionale des montagnes Blue Ridge jusqu'à l'océan Atlantique.

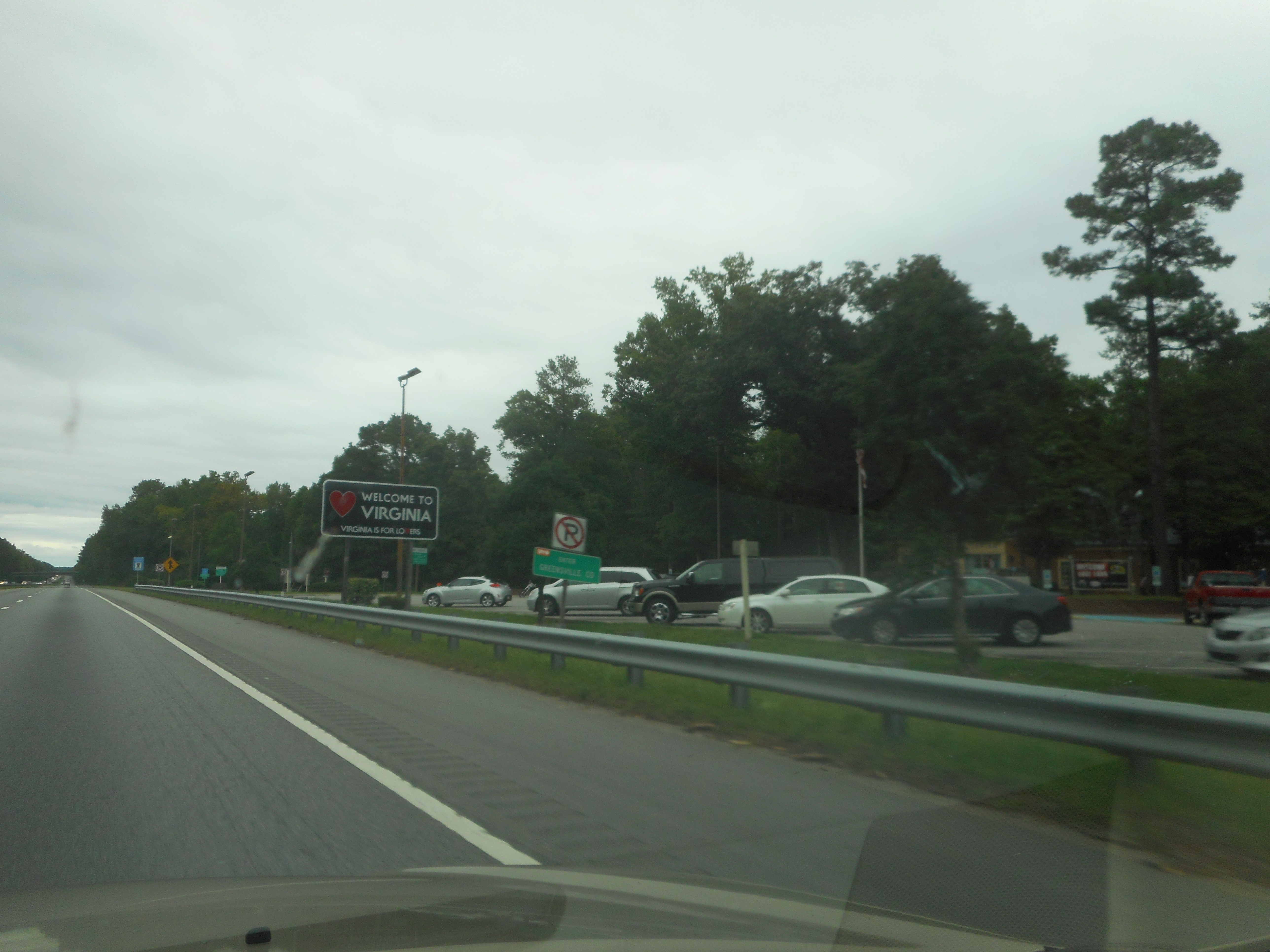
Entrée en Virginie depuis la Caroline du Nord.